# Воробйов Дмитро Володимирович (футболіст)
Дмитро Володимирович Воробйов (нар. 5 січня 1974, Дніпропетровськ, УРСР) — український футболіст, захисник.

## Життєпис
Вихованець дніпропетровської ДЮСШ «Дніпро-75». У 1992 році разом зі своїми земляками Євгеном Сонінит та Андрієм Фадеічевим перейшов у білоруський клуб «Взуттєвик» (Ліда), в якому дебютував у дорослому футболі, зігравши 13 матчів у перших двох сезонах незалежного чемпіонату Білорусі.
З 1993 року виступав в Україні за «Сіріус» (Жовті Води) — спочатку в аматорських змаганнях, потім протягом півтора сезонів у перехідній лізі. Після відходу з команди змінив за три роки сім клубів, у тому числі провів два матчі в першій лізі України за «Ворсклу», знову грав у Білорусії (у вищій лізі за «Шахтар» Солігорськ), а також виступав у другому дивізіоні Росії за «Амур».
У 1998 році повернувся в «Амур» і провів в команді три сезони. Всього за російський клуб, з урахуванням сезону 1996 року, зіграв 81 матч і відзначився одним голом.
Повернувшись в 2001 році в Україну, грав за аматорські команди та клуби другої ліги. Ще кілька разів виїжджав за кордон — у 2004 році виступав за білоруську «Білшина», у 2004-2007 роках — за казахстанські клуби вищого і першого дивізіонів. У складі клубу «Яси-Сайра» 19 травня 2004 забив свій єдиний м'яч у вищих дивізіонах — у ворота «Тоболу». Наприкінці кар'єри грав у Фінляндії.
З 2014 року працює дитячим тренером в академії «Дніпра», тренує команду 2006 року народження.